# Jamie Carragher
James Lee Duncan "Jamie" Carragher (Bootle, 1978. január 28.) angol válogatott labdarúgó, a Liverpool FC saját nevelésű középső védője volt több mint 20 éven át egészen 2013-as visszavonulásáig. Carragher 10 éven keresztül csapatkapitány-helyettes volt és összesen 737 alkalommal öltötte magára a csapat mezét, melyből több mint 508 bajnoki mérkőzést foglal magába; ezzel az angol klub második legtöbbet szerepelt játékosa Ian Callaghan mögött. Teljes pályafutását a Liverpoolban töltötte. Carragher a Liverpool ifjúsági csapatában kezdte el a karrierjét, az 1996–97-es szezonban mutatkozott be a felnőtt csapatban. 2001-ben nyert először trófeát, rögtön hármat: FA-kupát, Ligakupát és UEFA-kupát. Kezdetben balhátvédként játszott, ám Rafael Benítez a védelem közepére helyezte, ebben az évben nyerték meg a Bajnokok ligáját. A következő szezonban megnyerte az angol labdarúgókupát és beválasztották az év csapatába. Carragher játszotta a legtöbb európai kupameccset a Liverpool színeiben.
A válogatottban 1999-ben debütált Magyarország ellen. Kerettag volt a 2004-es Eb-n, de nem játszott. A 2006-os vb-n három mérkőzésen kapott lehetőséget. 2007-ben Carragher 34 válogatott mérkőzés után úgy döntött, hogy visszavonul nemzeti csapattól. 2008-ban önéletrajzi könyvet adott ki Carra címmel. 2010-ben azonban elfogadta Fabio Capello meghívóját a válogatottba, így játszhatott a 2010-es labdarúgó-világbajnokságon két mérkőzést, ami után ismét, véglegesen bejelentette visszavonulását.

## Pályafutása

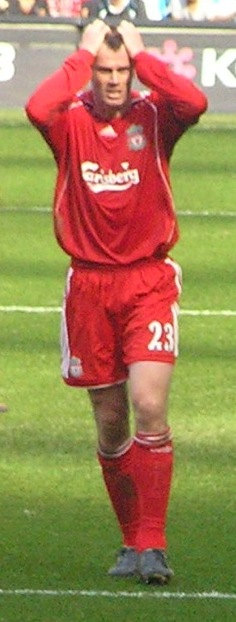
Carragher egy Manchester City elleni meccsen.

Carragher Bootle-ban született Merseyside-ban, tanulmányait Lilleshallban kezdte ahol az FA működtet iskolát. A későbbiekben csatlakozott a Liverpool-akadémiába, 1996-ba az megnyerte az angol ifjúsági labdarúgókupát, amelyen együtt játszott Michael Owennel.
Carragher még 1996 októberében szerződött első és egyetlen profi csapatába, a Liverpoolba. Három hónappal később január 8-án debütált Roy Evans keze alatt a ligakupa negyeddöntőjében a Middlesbrough ellen Rob Jones cseréjeként.
A Premier Leagueben a West Ham United ellen debütált csereként. Az első gólját az Aston Villa ellen lőtte, végül a Liverpool a negyedik helyen zárta a bajnokságot. Az 1997–98-as szezonban, Jamie megragadt az első csapatban és a szezon végére 20 bajnokin lépett pályára. Az 1999–2000-es szezonban Carragher két öngólt szerzett a Manchester United elleni 3–2-re elvesztett bajnoki mérkőzésen. 2001-ben megnyerte a Liverpoolal az FA-kupát, a ligakupát, az angol labdarúgó-szuperkupát, az UEFA-kupát és az UEFA-szuperkupát.
Egy 2002-es Arsenal elleni FA-kupa mérkőzésen visszadobott egy pénzérmét a lelátóra, ezért a játékvezető kiállította. 2002-től 2004-ig Jamie-nek két komoly sérülés volt, először térdsérülést szenvedett, ezért nem lehetett ott a 2002-es világbajnokságon, a 2003–04-es szezonban pedig lábtörést szenvedett. Mindazonáltal sikerült megtartani a helyét a csapatban, a szezon első felében 24 mérkőzésen lépett pályára. A 2004–05-ös szezonban Rafael Benítez új pozícióba helyezte, a szélről a középpályára, a szezon befejeztével 56 mérkőzésen játszott. A szezon végén az Milan ellen megnyerték a Bajnokok Ligáját. A Liverpool szurkolói Carraghert választották meg az év játékosának. A 2005-ös UEFA-szuperkupa döntőjében a CSZKA Moszkvával játszottak és 3–1-re nyertek, Gerrard távollétében Carragher volt a csapatkapitány.
2006. május 13-án az FA-kupa döntőjében a West Ham ellen a 21. percben öngólt rúgott, de a Liverpool végül büntetőkkel 3–1-re győzött. 2006. december 9-én, Carragher 1999 januárja óta szerezte meg az első bajnoki gólját, a Fulham ellen volt eredményes az Anfielden. Karrierje során ez volt a negyedik liverpooli gólja.

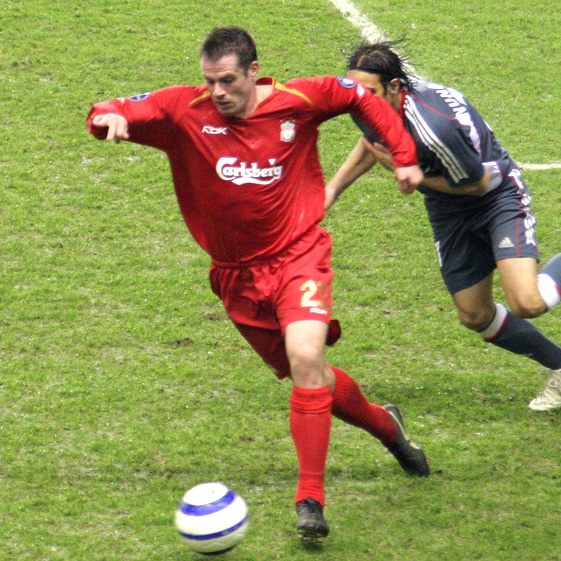
Carragher a Benfica ellen.

2007. május 1-jén a Bajnokok Ligája elődöntőjében a Chelsea ellen Carragher beállította Ian Callaghan 1964 és 1978 között felállított 89 mérkőzéses rekordját, ezzel ő lépett legtöbbször pályára az európai kupamérkőzéseken a Liverpool színében.
A 2007–08-as szezonban elérte az 500. mérkőzését a Liverpoolban. Ezen a meccsen ő volt a csapatkapitány.
2009. május 18-án a West Brom ellen Carragher összeveszett a csapattársával Álvaro Arbeloával, ezek után Xabi Alonsónak és Daniel Agger-nek kellett szétválasztania őket. Rafael Benítez nem kommentálta az eseményeket.
2009. december 19-én játszotta a 600. liverpooli mérkőzését a Portsmouth elleni 2–0-ra elveszített mérkőzésén.
2010. szeptember 4-én volt és jelenlegi Liverpool játékosok mérkőztek meg az Everton XI elleni adománygyűjtő mérkőzésen. A teljes bevétel a helyi jótékonysági alapítványnak a Carragher's 23 Alapítványnak adták.
2010. október 24-én Carragher megszerezte a hetedik öngólját a Premier League-ben. Az első osztályban Richard Dunne-nak, az Aston Villa játékosának van a legtöbb öngólja, szám szerint nyolc.
2010. november 28-án, játszotta a 450. Premier League mérkőzését a Tottenham Hotspur a White Hart Lane-en, le kellett cserélni, mert kificamodott a válla, akár három hónapot is kihagyhat.
2013 elején, 35. születésnapja után jelentette be, hogy a szezon végén elhagyja a Liverpoolt és visszavonul a labdarúgástól. Utolsó mérkőzését május 19-én játszotta a bajnokság zárófordulójában a QPR ellen.

### Válogatott
Az angol U21-es csapatban is játszott, sőt, csapatkapitánya is volt. Összesen 27 mérkőzésen lépett pályára az U21-ek között, ez sokáig rekordnak számított, hét év után Scott Carson döntötte meg.
Első meccsét a felnőtt válogatottban 1999. április 28-án játszotta a magyarok elleni 1–1 alkalmával.
Carragher sérülés miatt nem lehetett tagja a 2002-es vb angol keretének, a 2004-es EB-n kerettag volt, viszont nem játszott. A 2006-os labdarúgó-világbajnokságon négy mérkőzésen kapott szerepet, a negyeddöntőben a portugálok ellen, a büntetőpárbaj során kihagyta a maga tizenegyesét.
2007. július 9-én bejelentette, hogy visszavonul a válogatottól.
2010. május 11-én elfogadta Fabio Capellótól a válogatottbeli meghívót, később a végső, 23 fős csapatban is helyet kapott, így a 2010-es dél-afrikai vb részvevője volt. Visszatérésére a válogatottban május 24-én, a Mexikó elleni 3–1-es győzelem alkalmával került sor. A 2010-es labdarúgó-világbajnokságon két mérkőzésen játszott. A vb után ismét bejelentette a visszavonulását, hogy jobban tudjon koncentrálni a Liverpoolra.

## Magánélete

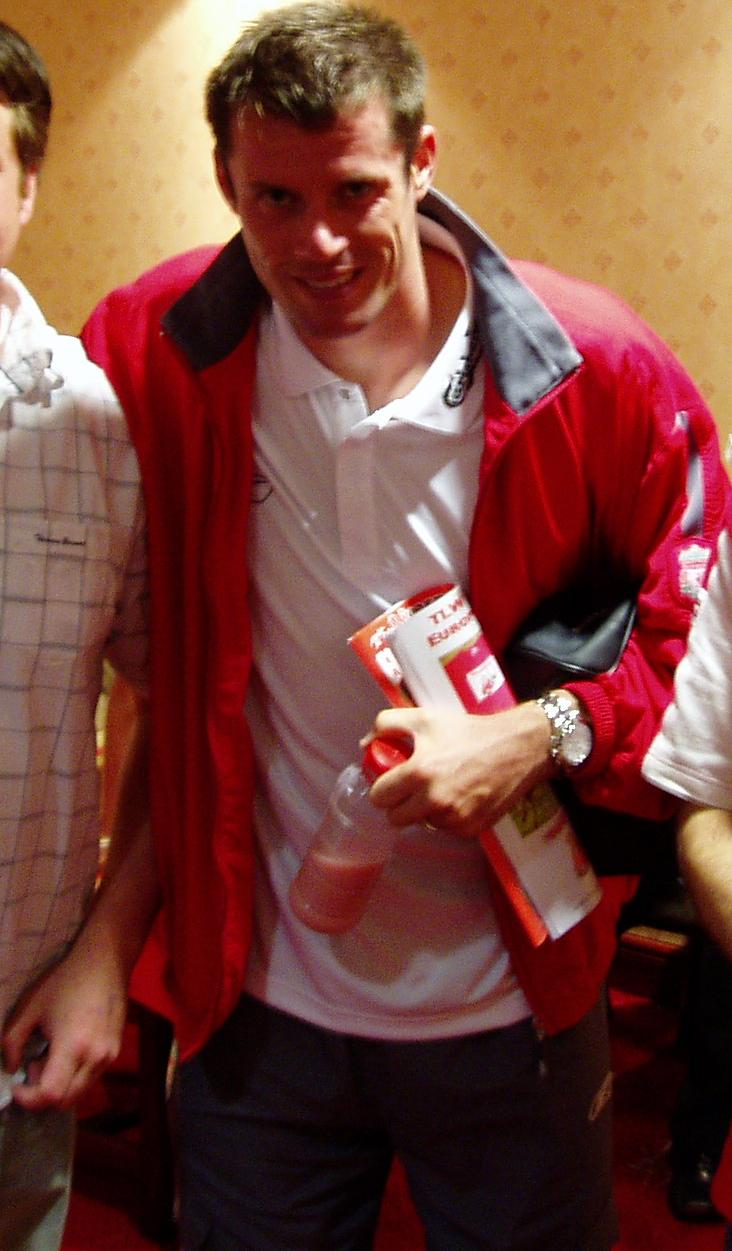
A pályán kívül

Carragher gyerekkorában Everton szurkoló volt.
Házasságban él a gyerekkori kedvesével, Nicola Harttal, van két gyereke, James és Mia. James a Wigan Athletic labdarúgója.
Carraghernek nincs köldöke, mert gastroschisisszal született.
Carragher a Munkáspárt támogatója, és a 2010-es választásokon Andy Burnhamet támogatta.

## Viták
2008. február 28-án Carraghert letartóztatták támadásért egy iskolától nem messze otthona, Crosby közelében. A Liverpool FC nem nyilatkozott az ügyben.
2008 szeptember 11-én jelent meg a Carra című önéletrajzi könyve. Még az árusítás előtt olyan ellentmondásos részletek szivárogtak ki, hogy állítólag a barátaival meg akarták verni az ausztrál védőt, Lucas Neillt.
Elterjedt róla egy népszerű közbeszéd, hogy Carragher jobb karján van egy Everton-tetoválás, és hogy Jamie ezért hordott régen hosszú ujjú mezt. Önéletrajzában leírja, hogy ez csak egy valótlan állítás.

## Statisztikái

### Klubokban
Utoljára frissítve: 2013. május 19.
| Klub      | Szezon    | Premier League | Premier League | FA-kupa | FA-kupa | Ligakupa | Ligakupa | UEFA  | UEFA | Egyéb | Egyéb | Összesen | Összesen |
| Klub      | Szezon    | Meccs          | Gól            | Meccs   | Gól     | Meccs    | Gól      | Meccs | Gól  | Meccs | Gól   | Meccs    | Gól      |
| --------- | --------- | -------------- | -------------- | ------- | ------- | -------- | -------- | ----- | ---- | ----- | ----- | -------- | -------- |
| Liverpool | 1996–97   | 2              | 1              | 0       | 0       | 1        | 0        | 0     | 0    | 0     | 0     | 3        | 1        |
| Liverpool | 1997–98   | 20             | 0              | 0       | 0       | 2        | 0        | 1     | 0    | 0     | 0     | 23       | 0        |
| Liverpool | 1998–99   | 34             | 1              | 2       | 0       | 2        | 0        | 6     | 0    | 0     | 0     | 44       | 1        |
| Liverpool | 1999–2000 | 36             | 0              | 2       | 0       | 2        | 0        | 0     | 0    | 0     | 0     | 40       | 0        |
| Liverpool | 2000–01   | 34             | 0              | 6       | 0       | 6        | 0        | 12    | 0    | 0     | 0     | 58       | 0        |
| Liverpool | 2001–02   | 33             | 0              | 2       | 0       | 1        | 0        | 16    | 0    | 1     | 0     | 53       | 0        |
| Liverpool | 2002–03   | 35             | 0              | 3       | 0       | 5        | 0        | 11    | 0    | 0     | 0     | 54       | 0        |
| Liverpool | 2003–04   | 22             | 0              | 3       | 0       | 0        | 0        | 4     | 0    | 0     | 0     | 29       | 0        |
| Liverpool | 2004–05   | 38             | 0              | 0       | 0       | 3        | 0        | 15    | 0    | 0     | 0     | 56       | 0        |
| Liverpool | 2005–06   | 36             | 0              | 6       | 0       | 0        | 0        | 13    | 1    | 2     | 0     | 57       | 1        |
| Liverpool | 2006–07   | 35             | 1              | 1       | 0       | 1        | 0        | 13    | 0    | 0     | 0     | 51       | 1        |
| Liverpool | 2007–08   | 35             | 0              | 4       | 0       | 3        | 0        | 13    | 0    | 0     | 0     | 55       | 0        |
| Liverpool | 2008–09   | 38             | 1              | 3       | 0       | 1        | 0        | 12    | 0    | 0     | 0     | 54       | 1        |
| Liverpool | 2009–10   | 37             | 0              | 2       | 0       | 1        | 0        | 13    | 0    | 0     | 0     | 53       | 0        |
| Liverpool | 2010–11   | 28             | 0              | 0       | 0       | 0        | 0        | 10    | 0    | 0     | 0     | 38       | 0        |
| Liverpool | 2011–12   | 21             | 0              | 5       | 0       | 5        | 0        | –     | –    | 0     | 0     | 31       | 0        |
| Liverpool | 2012–13   | 24             | 0              | 1       | 0       | 2        | 0        | 11    | 0    | 0     | 0     | 38       | 0        |
| Összesen  | 1996–2013 | 508            | 4              | 40      | 0       | 35       | 0        | 150   | 1    | 4     | 0     | 737      | 5        |

### A válogatottban
| Nemzet   | Év       | Pályára lépések | Gólok |
| -------- | -------- | --------------- | ----- |
| Anglia   | 1999     | 1               | 0     |
| Anglia   | 2000     | 1               | 0     |
| Anglia   | 2001     | 5               | 0     |
| Anglia   | 2002     | 1               | 0     |
| Anglia   | 2003     | 1               | 0     |
| Anglia   | 2004     | 7               | 0     |
| Anglia   | 2005     | 6               | 0     |
| Anglia   | 2006     | 9               | 0     |
| Anglia   | 2007     | 3               | 0     |
| Anglia   | 2010     | 4               | 0     |
| összesen | összesen | 38              | 0     |

## Eredményei

### Klubcsapatban
Liverpool FC
- Győztes
  - FA-kupa (2): 2000–01, 2005–06
  - Angol Ligakupa (3): 2000–01, 2002–03, 2011–12
  - Angol Szuperkupa (2): 2001, 2006
  - Bajnokok Ligája: 2004–05
  - UEFA-kupa: 2001
  - UEFA-szuperkupa (2): 2001, 2005
- Döntős/második helyezett
  - Premier League (2): 2001–02, 2008–09
  - FA-kupa: 2011–12
  - Angol Ligakupa: 2004–05
  - Angol Szuperkupa: 2002
  - Bajnokok Ligája: 2006–07
  - FIFA-klubvilágbajnokság: 2005

### Egyéni eredményei
- PFA Az év csapata (2006)
- Az év Liverpool játékosa (2006–07)

## Külső hivatkozások
- LFChistory.net-profil